# Lâu đài Tematín
Lâu đài Tematín (tiếng Slovakia: Tematínsky hrad) là tàn tích của một lâu đài thuộc địa phận làng Lúka, huyện Nové Mesto nad Váhom, vùng Trenčin, Slovakia. Lâu đài tọa lạc ở độ cao 564 mét so với mực nước biển, nằm ở phía tây nam của dãy núi Považský Inovec, trong vùng lân cận của khu bảo tồn Tematín.

## Lịch sử
Lâu đài Tematín có lẽ được xây dựng vào năm 1242, ngay sau cuộc xâm lược của người Mông Cổ. Kể từ khi thành lập, lâu đài có chức năng báo hiệu và canh gác. Lâu đài Tematín cùng với lâu đài Trenčín, lâu đài Beckov và lâu đài Čachtice bảo vệ các con đèo phía tây bắc của Hungary.
Văn bản đầu tiên đề cập đến lâu đài Tematín có niên đại vào năm 1270. Lúc bấy giờ, chủ nhân của lâu đài là quý tộc Michal, con trai Ondrej và là người bạn thân thiết của vua Hungary - Stephen V. Sau khi Michal qua đời, lâu đài trở thành tài sản của hoàng gia. Vào nửa sau thế kỷ 14, tầm quan trọng chiến lược ban đầu của lâu đài dần mất đi, và lâu đài chuyển vào tay tư nhân. Kể từ đó, lâu đài nhiều lần thay đổi chủ sở hữu. Vào đầu thế kỷ 18, lâu đài bị hư hại nghiêm trọng và không còn được sử dụng nữa.